# Unțeni
Unțeni è un comune della Romania di 2 936 abitanti, ubicato nel distretto di Botoșani, nella regione storica della Moldavia.
Il comune è formato dall'unione di 7 villaggi: Burla, Burlești, Mânăstireni, Soroceni, Unțeni, Valea Grajdului, Vultureni.